# 二刀流選手
二刀流選手（にとうりゅうせんしゅ、英: Two-way player）とは、野球において、指名打者制を用いる場合に投手と野手（または指名打者）を兼任する選手のこと。

## 概要
日本プロ野球黎明期の1リーグ時代は人員不足などの理由から兼任した選手が多くいたが、近年はほとんど存在せず、21世紀以降に日本プロ野球（NPB）やメジャーリーグベースボール（MLB）で投手と野手（または指名打者）の二刀流で各10試合以上の公式戦出場を果たしたのは2003年から2004年のブルックス・キーシュニックと、2013年からの大谷翔平、2018年からのマイケル・ローレンゼンのみである。特に大谷の挑戦は日本、アメリカ両国で話題を呼び「二刀流」が2013年の「ユーキャン新語・流行語大賞」の候補50語にも選出され、MLB移籍後の2021年には年間大賞を受賞した。大谷の二刀流の大活躍によりMLBで「二刀流」がルール上定義され、一定条件を満たす二刀流選手を保有しているチームには事実上の優遇措置が与えられる。
アメリカ大学野球ではワシントン州立大学2年次の1988年に打者として66試合で打率.464と23本塁打、投手として15勝0敗と防御率2.49を記録したジョン・オルルドの功績を称え、二刀流で活躍した選手に贈られるジョン・オルルド賞が2010年に設立された。マルコ・ゴンザレス、ブレンダン・マッケイ、ポール・スキーンズなどが受賞している。

## 投手と野手の二刀流を経験した主な選手

### 日本
- 景浦將
- 服部受弘
- 西沢道夫
- 野口明
- 野口二郎
- 呉昌征
- 川上哲治
- 藤村富美男
- 関根潤三
- 箱田淳
- 永淵洋三
- フェリックス・ペルドモ
- 遠山奬志（1994年のみ。二軍で指名打者として出場しつつ、一軍では31試合に登板している）
- 新庄剛志（投手の心理を理解させるための登板）
- イチロー（ファンサービスの一環で登板）
- 嘉㔟敏弘
- 大谷翔平（2016年にベストナインでNPB史上初の投手部門と野手部門での同時受賞[3]。2014年と2016年にNPB史上初の「2桁勝利・2桁本塁打」を2度達成[4]。）
- 上原健太
- 根尾昂
- 小西美加
- 矢澤宏太
- 山﨑福也
- 武田陸玖

### メジャーリーグ
- モンテ・ウォード
- ガイ・ヘッカー
- ティップ・オニール
- レフティ・オドール
- ベーブ・ルース
- ジョージ・シスラー
- スモーキー・ジョー・ウッド
- ジョニー・リンデル（英語版） - 1953年に「5番・投手」で先発登板するなど一塁手・右翼手としても先発出場[5]
- ウィリー・スミス (外野手) - 1964年
- ブルックス・キーシュニック - 「救援投手」・「外野手」で出場
- ケイシー・ケリー
- クリスチャン・ベタンコート
- 大谷翔平 - 「先発投手」・「指名打者」で出場。近代野球で初めて同一シーズンで規定投球回と規定打席をダブルで到達した選手。ベーブ・ルース以来約104年ぶりとなる、2桁勝利・2桁本塁打を達成[6][注釈 1]。大谷ルール施行前は先発投手として出場した場合は、降板する際にそのまま外野の守備に就くこともあった。
- ブレンダン・マッケイ - プロ入り直後よりマイナーリーグで投手・一塁手・指名打者で先発出場[8]
- マイケル・ローレンゼン - 「救援投手」・「外野手」で出場

### ニグロリーグ
- ブレット・ローガン - 1922年に投手として14勝、打者として15本塁打を記録[9]。
- エド・ライル（英語版） - 1927年に投手として11勝、打者として11本塁打を記録[9]。
- ホセ・メンデス
- マーティン・ディーゴ
- レオン・デイ - 投手だが、野手として二塁や中堅を守ったことがそれぞれ数十試合ある[10]。
- ダブル・デューティー･ラドクリフ（英語版）

### KBOリーグ
- 金城漢
- 沈哉学
- 李炯宗（朝鮮語版）
- 河晙鎬（朝鮮語版）
- 張珉碩
- 朱炫相（朝鮮語版）
- 金光三
- 金大宇（朝鮮語版）
- 張英錫
- 羅畇雁（朝鮮語版）
- 姜知光
- 崔廷
- 黄潤琥（朝鮮語版）
- 羅成範
- 金江栗
- 尹根永（朝鮮語版）
- 張元準
- 李庸燦
- 琴民鐡
- 卞視援
- 田惟守
- 盧施煥
- 姜炅学
- 鄭振浩
- 秋材賢
- 裵晟劤
- 呉潤錫
- クリスチャン・ベタンコート

### 上記以外
- ケニー・バーケンボッシュ
- 陳文賓
- 荘景賀（中国語版）
- ルーク・ゾマー
- 杉浦健二郎
- 孟偉強
- 藤田倭
- 河載勲

## 「二刀流」という用語の発展
- 野球以外の競技でもプレーするマルチアスリート (Multi-sport athlete) も日本では「二刀流」と呼ばれる[11]。中でもボー・ジャクソンはNFLプロボウルとMLBオールスターゲームに出場、ディオン・サンダースはNFLスーパーボウルとMLBワールドシリーズに出場、ジーン・コンリーはNBAファイナルとMLBワールドシリーズに出場し、複数のトッププロリーグで活躍を見せた。
- 全く違う投球フォームを二種類持つ選手を二刀流をもじって二投流と呼ばれたこともある[12]。
- メディアによってユーティリティープレイヤー（特にグラブを使い分ける必要のあるポジション）を二刀流と呼んで持ち上げようとすることもある[13][14]。